# پررنیک اسید
پرهنیک اسید (به انگلیسی: Perrhenic acid) با فرمول شیمیایی H۴O۹Re۲ (solid)HReO۴ (gas) یک ترکیب شیمیایی است. که جرم مولی آن ۲۵۱٫۲۰۵۵ g/mol می‌باشد. شکل ظاهری این ترکیب، جامد زرد کمرنگ است.